# Scotophilus collinus
Scotophilus collinus (Sody, 1936) è un pipistrello della famiglia dei Vespertilionidi diffuso nell'Ecozona orientale.

## Descrizione

### Dimensioni
Pipistrello di medie dimensioni, con la lunghezza della testa e del corpo tra 68 e 75 mm, la lunghezza dell'avambraccio tra 48 e 54 mm, la lunghezza della coda tra 45 e 46 mm, la lunghezza delle orecchie tra 13 e 14 mm.

### Aspetto
La pelliccia è corta, liscia e schiacciata. Le parti dorsali sono bruno-cannella, mentre le parti ventrali sono bruno-giallastre, più giallastre sui fianchi, la gola e il mento. Il muso è corto e largo, dovuto alla presenza di due masse ghiandolari sui lati. Gli occhi sono piccoli. Le orecchie sono corte, triangolari e ben separate tra loro. La punta della lunga coda si estende leggermente oltre l'ampio uropatagio.

## Biologia

### Comportamento
Si rifugia all'interno di edifici. L'attività predatoria inizia al tramonto e solitamente viene effettuata in gruppi di 2-5 individui. Il volo è dritto ed alto.

### Alimentazione
Si nutre di insetti catturati negli spazi aperti.

## Distribuzione e habitat
Questa specie è diffusa nel Borneo settentrionale, Bali, Lombok, Sumba, Flores, Sawu, Roti, Semau, Timor, Lembata e probabilmente anche sulle Isole Banda e Isole Aru.
Vive nelle foreste primarie e secondarie.

## Conservazione
La IUCN Red List, considerato il vasto areale, classifica S.collinus come specie a rischio minimo (Least Concern)).